# El tema del tema
El tema del tema es una obra que reúne artículos, pero también algunos relatos, del escritor Quim Monzó. Los textos recogidos aparecieron en el diario La  Vanguardia los años 1999, 2000 y 2001. El libro fue publicado en 2003 en la editorial Acantilado.  
Cuando el libro apareció, Román Piña escribió en el diario El Mundo: "¡Qué difícil es serle fiel a un columnista de prensa! ¡Cuánta tinta tonta inunda los periódicos! Quim Monzó es uno de esos articulistas que se han ganado la devoción incondicional de los lectores. Al leer este volumen de sus textos de prensa reunidos, entendemos por qué. No sacrifica sus esfuerzos en seguir consignas ideológicas, no está empeñado en atender la actualidad más caduca, por muy noticia que sea. A Monzó le interesa el artículismo para derrochar su talento de escritor y aportar un punto de vista sobre la realidad, libre, intransferible". 